# Andrée Béarn
Andrée Béarn est le nom de plume de Marguerite Laborde (1880-1973), femme de lettres originaire d’Oloron-Sainte-Marie.

## Vie familiale, entre bourgeoisie béarnaise et noblesse catalane
Marie Marguerite Laborde, née à Oloron-Sainte-Marie, le 14 mai 1880, fille d'Alexis Laborde, commis greffier du tribunal et de Marie Céleste Octavie Bonneu-Tariosse; une famille oloronaise résidant dans le quartier médiéval de Sainte-Croix. Elle est apparentée à Anna Larroucau Laborde (1864-1956), qui émigra en Argentine en 1878.
Grâce à Octave Uzanne (homme de lettres et bibliophile, ami intime de sa sœur Augusta), Marguerite Laborde rencontre en 1910 son futur mari, Alexandre de Riquer (1856-1920), 7e comte de Casa Dávalos, figure majeure de l’Art Nouveau et du modernisme catalan, également poète et grand bibliophile. Veuf depuis 1899 et père de neuf enfants (dont trois moururent en bas âge), celui-ci se remarie en 1911 avec Marguerite, qui s’installe avec lui à Barcelone. Elle y fréquente écrivains et artistes, notamment le cercle des modernistes se réunissant au café Els Quatre Gats. Elle accompagne son mari dans ses voyages en Castille, en Andalousie, à Ibiza et à Majorque. Le couple séjourne aussi en Béarn, en 1912 et 1913. Leur fils unique, Jean de Riquer, naît à Oloron-Sainte-Marie le 18 septembre 1912.
Le couple se sépare en 1914, à cause de l’incompatibilité d’humeur entre Marguerite et Emilia, une fille d’Alexandre issue de son premier mariage. Marguerite retourne, avec son fils, dans la maison familiale « La Haüt » du quartier Sainte-Croix, à Oloron. Elle y retrouve ses deux sœurs : Augusta qui tient boutique et Marie qui est sage-femme.
Réconciliée avec son époux, Marguerite le rejoint à Majorque où il s’est retiré en 1917 et où il meurt en 1920.
Devenue veuve, Marguerite s’installe définitivement à Oloron.

## À la recherche d’un nom de plume
En 1907, Marguerite Laborde publie son premier recueil sous l’étonnant pseudonyme « Hein ? ». En 1908 et 1909, elle le fait précéder de son prénom Marguerite puis, en 1910, de son nouveau nom de plume « Andrée Béarn », plus adapté à ses sujets de prédilection, le Béarn et la vie de ses habitants.
À partir de 1911, elle adopte définitivement « Andrée Béarn ». Cependant, elle signe certains textes « Andrée Béarn de Riquer », faisant suivre son nom de plume du nom de son mari.

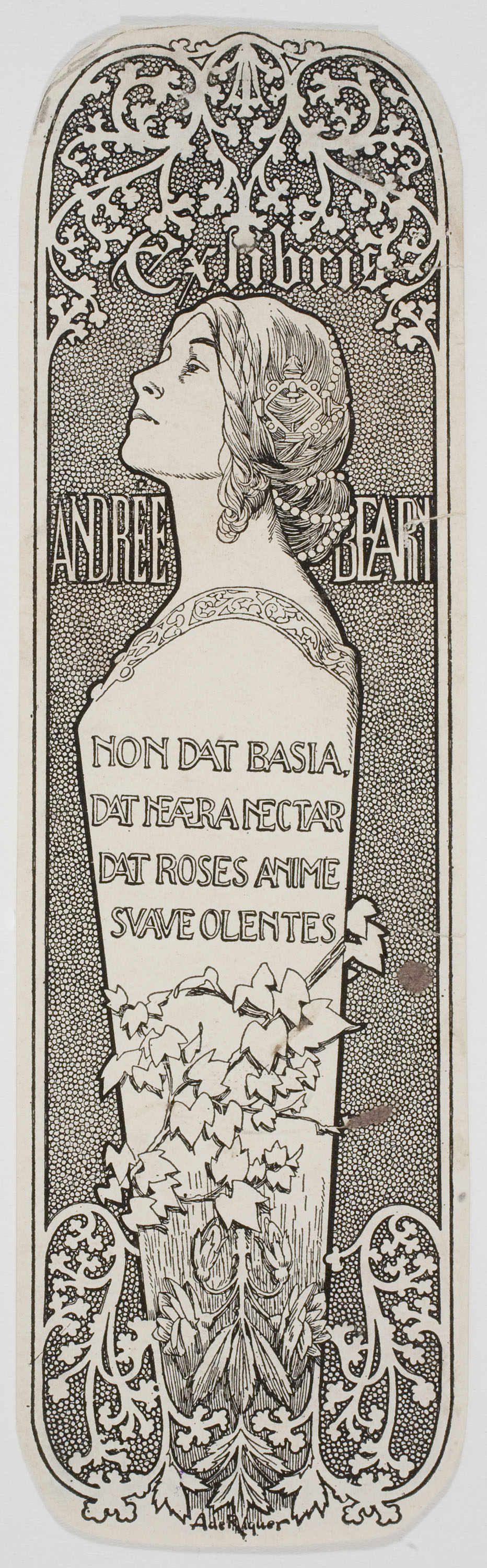
Ex-libris Andrée Béarn, gravure d’Alexandre de Riquer, Musée national d’art de Catalogne

## Activité littéraire
Andrée Béarn écrit ses principaux romans entre 1907 et 1938.
Par ailleurs, dès 1903, elle publie articles, essais et nouvelles dans divers journaux et revues, notamment : 
- Pyrénées-Océan illustré (1906-1931)[10], revue périodique touristique et mondaine dont Paul Mieille assure la rédaction en chef
- La Ilustració Catalana (1880-1917), bimensuel catalan, artistique, littéraire et scientifique, et son supplément mensuel féministe Feminal (1907-1917)[11]
- Le Penseur (1901-1914)[12], revue littéraire mensuelle dont Daniel de Venancourt est le directeur de publication
- la revue « La Vie »[13]
- le journal Indépendance des Basses-Pyrénées (1915)[14]
- Les petits bonshommes (1922-1926)[15], revue éducative s’adressant aux enfants de l’école primaire, soutenue par le Syndicat national des institutrices et instituteurs de France et des colonies
- La Tramontane (1917-1975)[16], revue illustrée bimensuelle régionaliste du Roussillon, littéraire, artistique, satirique et mondaine (d’abord francophone, puis bilingue catalan/français), fondée et dirigée par Charles Bauby
- Le Travail (1919-1935)[17], hebdomadaire toulousain, politique, littéraire, artistique et sportif.

Enfin, la femme de lettres Andrée Béarn entretient une correspondance avec divers écrivains, parmi lesquels Joan Maragall, Rémy de Gourmont, Albert Hennequin et Paul Léautaud.

## Accueil de la critique littéraire

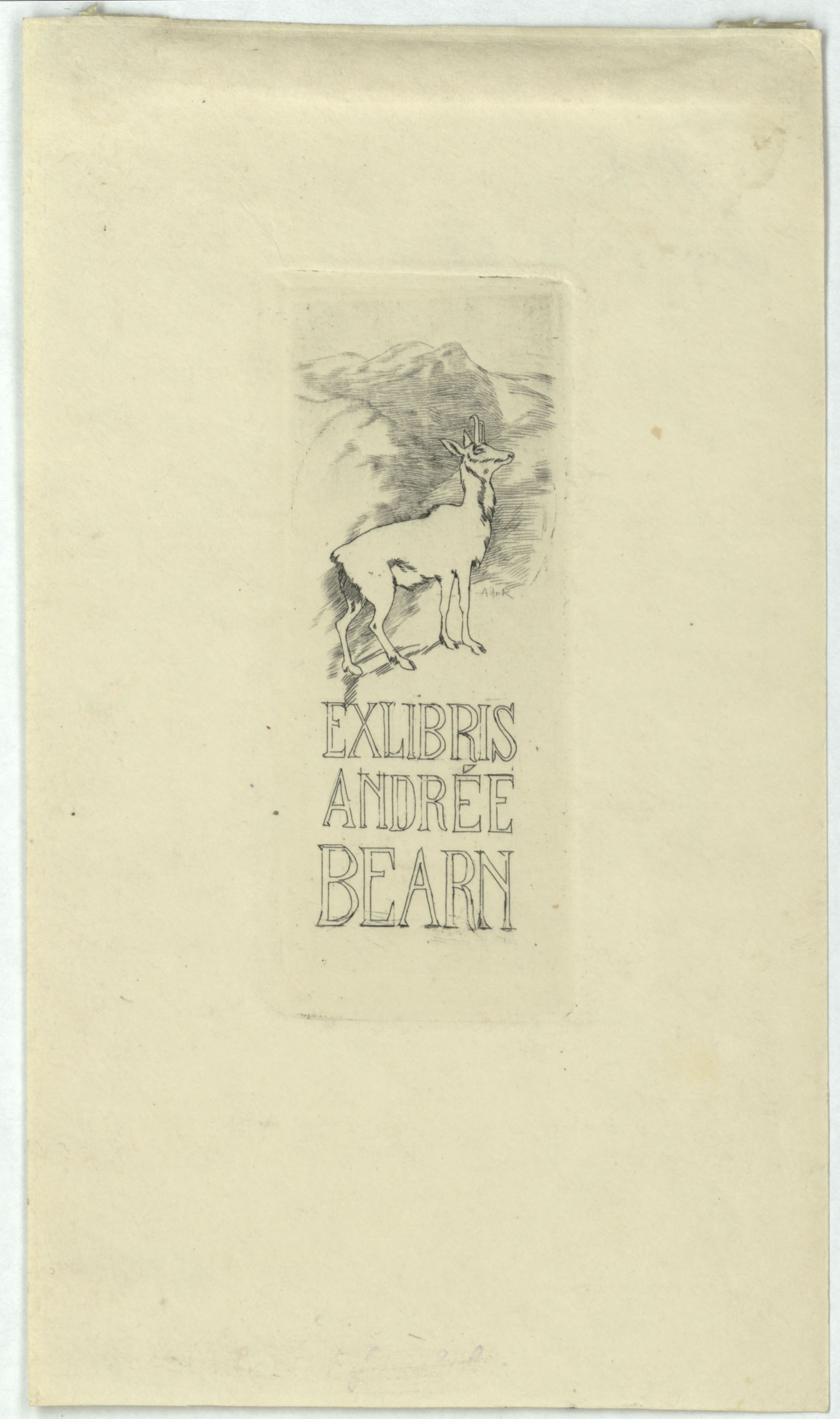
Ex-libris Andrée Béarn, gravure d’Alexandre de Riquer, Musée national d’art de Catalogne

En 1910, le critique littéraire du Figaro Philippe-Emmanuel Glaser commente ainsi le roman d’Andrée Béarn intitulé Les mendiants d’impossible :
Mlle Andrée Béarn, qui signe ses livres d'une interjection familière « Hein ? », a publié un bien curieux roman où voisinent, le plus cordialement du monde, des puérilités de petite fille et des notations psychologiques d'une finesse, d'une vérité, d'une amertume extraordinaires. Ce roman s’appelle : Les Mendiants d'impossible, et ce titre tout d'abord m'a séduit ; il est d'une expressive et jolie éloquence, et l’on ne saurait mieux caractériser l'héroïne, Noëlle, trop jeune encore pour accepter la vie avec ses imperfections et ses laideurs, qui attend l'amour, en se méfiant de l'amoureux. Et la jeune fille, en effet, avec un candide courage s'en va à la recherche de l'idéal, à la conquête du bonheur intégral ; et elle rencontre Tristan Renoir, un sculpteur de grand talent ; ils se comprennent tous deux, ils vont s'aimer, mais leurs natures sont trop différentes. L’heureuse santé de Noëlle, éprise de la vie, ne saurait sans doute s'accommoder de la fatigue de Tristan, épuisé, meurtri par les luttes de l'art, et puisque c'est entre eux l'impossible harmonie, elle renonce. Comme elle a tort, et quel joli couple auraient fait ces deux amoureux intellectuels ! Mais Mlle Andrée Béarn est impitoyable, et sa psychologie impérieuse.
À propos du même roman, Carlos Larronde écrit en 1911 dans la revue La Lecture française :
Il y a là un caractère de jeune fille qui semble étudié de tout près. L’analyse qui en est faite atteste une psychologie souple, rappelant un peu Colette Willy […]. Les descriptions de Madrid sont curieuses, d’un style riche et primesautier. Mme Andrée Béarn apprécie l’Espagne, son art, - ses grands peintres surtout, - sa vie fougueuse […] et l’on peut dire que les pages de l’écrivain nous restituent l’arôme du pays évoqué.
En 1912, Jean Darette (« roman retraçant l’amour répréhensible d’un beau-fils pour sa belle-mère » d’après les Annales catholiques) recueille une critique flatteuse de Pierre Vanneur dans Le Penseur :
C’est une œuvre infiniment délicate. L’histoire de Jean Darette peut se résumer en quelques mots. Sa mère est morte ; il devient l’amant de la jeune femme avec laquelle son père s’est remarié ; or, sa demi-sœur, la douce Monette, surprend l’adultère et il y a un grand drame silencieux […]. Histoire douloureuse comme la réalité, œuvre d’un art exquis.
Au sujet du roman Une petite fille blonde, mis à l’index par la Revue des lectures de l’abbé Louis Bethléem car il raconte la tragique histoire d’une fillette séduite à l’âge de dix ans, le poète et écrivain Jacques Dyssord (né à Oloron-Sainte-Marie) rédige en 1931 dans L’Homme Libre une critique élogieuse :
On a étrangement abusé, dans une certaine littérature, du folklore, cet exotisme à portée de la main […]. Ici, la province, un coin du Béarn, en l’occurrence, est présentée, dans la première partie du volume, avec son véritable visage bon enfant, sceptique et truculent, où la sagesse de Sancho s’aiguise à la lance du Chevalier à la Triste Figure. La sombre Espagne voisine et l’odeur de roussi de ses autodafés mal éteints, il suffit d’une poussée de vent du Sud pour qu’on devine sa présence […].
Je ne sais pourquoi, en fermant ce livre, je songeais aux cellules de ce lugubre Loyola où le marbre noir s’éclaire à peine d’un mince filet d’or. Ce mince filet d’or ne suffit-il pas à exorciser le cauchemar macabre né sous le pesant soleil de l’amoureuse et ardente Espagne ? 

## Œuvres
- La Moumouchette
- Dans les bras frais du printemps
- Cils mi-clos, Bibliothèque générale d’édition, Paris, 1907, sous le pseudonyme « Hein ? »
- L’Été à l’ombre, Edward Sansot, Paris, 1908, 235 pages, sous le pseudonyme « Marguerite Hein »
- À l’école de Goya, Essais d’interprétation des « Caprices », Edward Sansot, Paris, 1909, sous le pseudonyme « Marguerite Hein »
- Les Mendiants d’impossible, Bibliothèque de poésie, Toulouse, 228 p., 1910, sous le pseudonyme « Andrée Béarn (Hein ?) »
- Jean Darette, Eugène Figuière et Cie, Paris, 1911, sous le pseudonyme « Andrée Béarn »
- Une petite fille blonde, Éditions du Tambourin, Paris, 1931, sous le pseudonyme « Andrée Béarn »
- Ricochets, 1925, sous le pseudonyme « Andrée Béarn »
- La Très Sage Folie du baron de Gélos, Edit. de Tolosa, Toulouse, 1938, 88 pages, sous le pseudonyme « Andrée Béarn »

## Voies baptisées des noms d’Andrée Béarn, de son mari et de son fils
- Rue Andrée Béarn à Oloron-Sainte-Marie
- Rue Alexandre et Jean de Riquer à Oloron-Sainte-Marie
- Place Marguerite Laborde à Pau

## Le jardin des poètes dans le parc Pommé, à Oloron-Sainte-Marie
Sur les hauteurs du parc Pommé, le jardin des poètes, inauguré en 1983, évoque sept auteurs connus pour leur attachement à Oloron-Sainte-Marie : Andrée Béarn (1880-1973), Tristan Derème (1889-1941), Francis Jammes (1868-1938), Henry Lieutaux (1903-1977), Xavier Navarrot (1799-1862), Auguste Peyre (1841-1922) et Jules Supervielle (1884-1960).